# Ippolito Francini
Ippolito Francini (Firenze, 14 settembre 1593 – Firenze, 13 settembre 1653) è stato un artigiano italiano.

## Biografia
Artefice fiorentino, noto come "il Tordo", lavorava le pietre dure e "spianava le luci degli occhiali", cioè le lenti. Tenne la responsabilità di una delle officine granducali e, in questa veste, entrò in contatto con Galileo Galilei, con il quale collaborò alla costruzione di lenti per cannocchiali, acquisendo notevole reputazione. A lui si dà credito per aver introdotto la macchina di lavorazioni ottiche ad asse verticale tuttora in uso. Continuò a costruire cannocchiali dopo la morte dello scienziato toscano. Fu in contatto anche con Evangelista Torricelli (1608-1647). Il credito di cui godeva l'artefice fiorentino è documentato, oltre che dalla stima del granduca Ferdinando II de' Medici (1610-1670) e dei suoi committenti, anche da una lettera del 1645 inviata da padre Marin Mersenne (1588-1648) a Torricelli, nella quale si ricordavano proprio le lenti lavorate a Firenze dal Francini. Nel 1650 fondò l'Ospizio della Quarconia.